# Andris Bērziņš (Politiker, 1944)

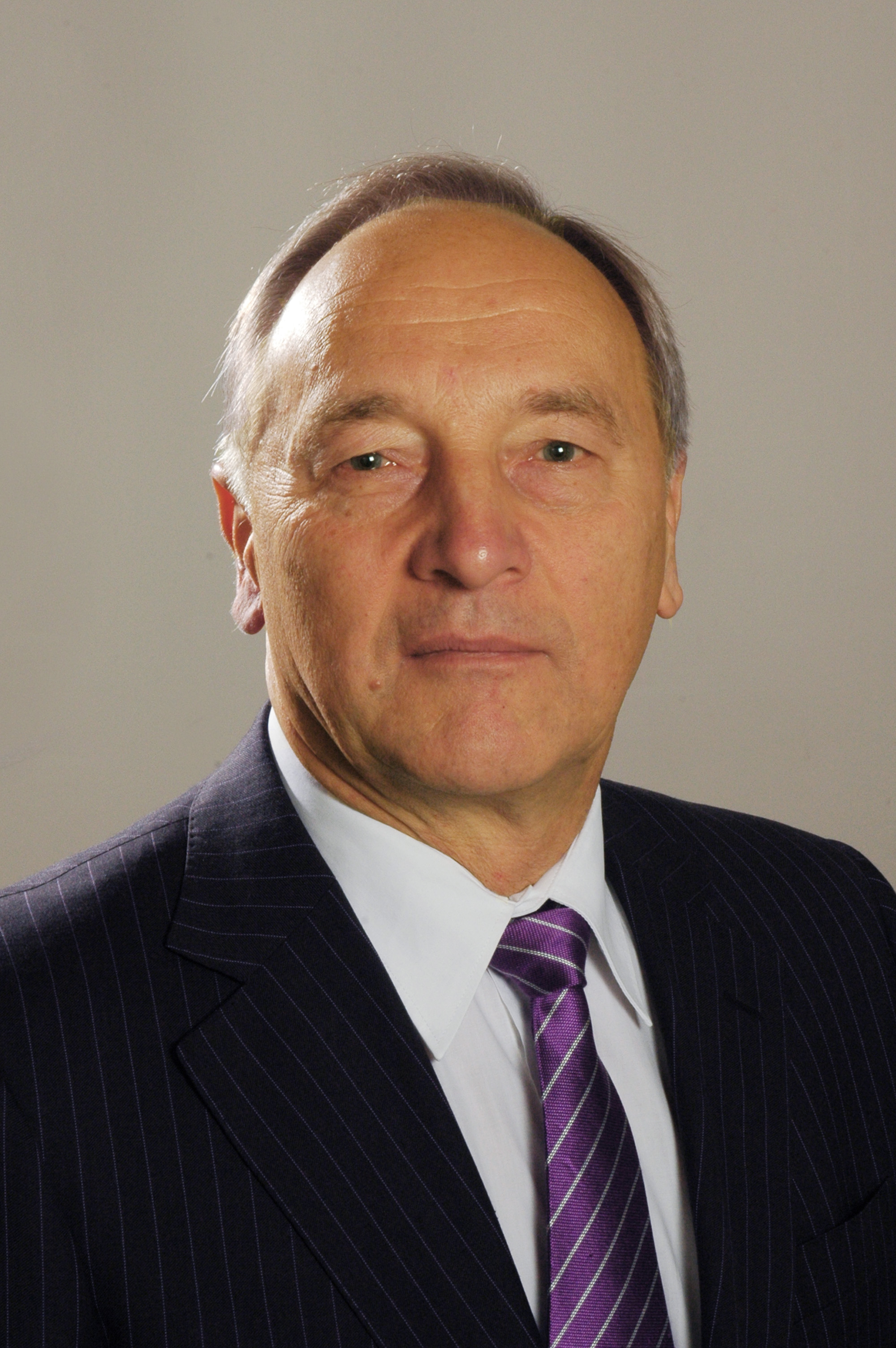
Andris Bērziņš (2010)

Andris Bērziņš (* 10. Dezember 1944 in Nītaure) ist ein lettischer Geschäftsmann und Politiker. Von 2011 bis 2015 war er Staatspräsident Lettlands.

## Ausbildung und Karriere
Nach seiner Schulausbildung schloss Bērziņš 1971 ein Studium am Polytechnischen Institut in Riga als Fernmeldeingenieur ab. Seine berufliche Karriere begann er anschließend beim Unternehmen Elektrons, das er 1988 als Direktor verließ. Im selben Jahr legte er ein Examen an der Wirtschaftswissenschaftlichen Fakultät der Universität Lettlands ab und wurde stellvertretender Minister für kommunale Dienstleistungen in der Lettischen Sozialistischen Sowjetrepublik (LSSR).
Von 1993 bis zum Januar 2004 stand er der SEB Unibanka, einer der größten Banken Lettlands, vor. Gleichzeitig beriet er mehrere andere Firmen und saß in Aufsichtsräten diverser Unternehmen. Zwischen Dezember 2006 und April 2009 war Bērziņš Vorstandsmitglied des staatlichen Energieunternehmens Latvenergo. Er gilt als einer der wohlhabendsten Männer seines Landes.

## Politische Laufbahn
1990 wurde Bērziņš in den Obersten Rat der LSSR gewählt, in dem er die Stadt Valmiera repräsentierte. Kurz darauf schloss er sich der Lettischen Volksfront an, einer politischen Organisation, die Lettland zur Unabhängigkeit von der Sowjetunion (1991) führte. 2005 bewarb sich der parteilose Andris Bērziņš ohne Erfolg um das Amt des Bürgermeisters in Riga. Von 2006 bis 2010 leitete er die Lettische Industrie- und Handelskammer.
Im Oktober 2010 errang Bērziņš für das Bündnis der Grünen und Bauern einen Sitz im Parlament Lettlands. Er fungierte dort als Leiter des Wirtschaftsausschusses. Am 2. Juni 2011 wählten die Abgeordneten ihn zum neuen Staatspräsidenten Lettlands.
Der Wahl zum Staatspräsidenten war ein Machtkampf zwischen dem Parlament und Bērziņš' Vorgänger Valdis Zatlers vorausgegangen. Da Zatlers der Meinung war, dass die Abgeordnetenkammer nicht energisch genug die vor allem von einigen Oligarchen im Land betriebene Korruption bekämpfte, beantragte er am 28. Mai 2011 die Auflösung des Parlaments, der die Bevölkerung am 23. Juli 2011 mit großer Mehrheit zustimmte. Bei der turnusgemäßen Wahl des neuen Staatspräsidenten im Parlament am 2. Juni 2011 erhielt der zuvor als Außenseiter gehandelte Bērziņš im zweiten Wahlgang 53 von 100 Stimmen; Zatlers vereinigte 41 Stimmen auf sich. Zatlers wurde durch die regierende konservative Partei Vienotība und die nationalkonservative Oppositionspartei VL-TB/LNNK unterstützt, während das Bündnis der Grünen und Bauern, das die Interessen der lettischen Oligarchen vertretende Parteienbündnis Par Labu Latviju! und das prorussische Saskaņas Centrs mehrheitlich für Bērziņš stimmten. Im Zusammenhang mit den zwei Wahlgängen wurde der Verdacht des Stimmenkaufs erhoben. Am 8. Juli 2011 legte Bērziņš seinen Amtseid ab.
Am 8. Juli 2015 wurde Bērziņš durch Raimonds Vējonis im Amt des lettischen Staatspräsidenten abgelöst.